# 서민아
서민아(2002년 11월 29일 ~ )는 대한민국의 가수다.

## 방송
- 청춘스타 (2022) - Top108

## 음반
- A Lovers’ Waltz (2024)

## 기타
- Woshi <Over> (2023) - 작사/작곡/피처링